# Ithycaulon moluccanum
Ithycaulon moluccanum là một loài thực vật có mạch trong họ Dennstaedtiaceae. Loài này được (Blume) Copel. miêu tả khoa học đầu tiên năm 1929.